# ITT Automotive Detroit Grand Prix 1999
ITT Automotive Detroit Grand Prix 1999 var ett race som var den trettonde deltävlingen i CART World Series 1999. Tävlingen kördes den 8 augusti i Belle Isle Park i Detroit, Michigan. Dario Franchitti tog sin andra seger för säsongen, vilket tog honom till mästerskapsledning, sedan Juan Pablo Montoya kraschat i jakten på Franchitti med bara fåtalet varv kvar. Franchitti hade problem att få bränslet att räcka, vilket hade kunnat bädda för en möjlighet för Montoya att vinna tävlingen. Tack vare den följande gulflaggen försvann de problemen för Franchitti, som fick sällskap på pallen av stallkamraten Paul Tracy samt Greg Moore. Det var sista gången Moore stod på en prispall, då han förolyckades senare samma år.

## Slutresultat
| Plats | Förare              | Team                    | Grid | Kvaltid  |
| ----- | ------------------- | ----------------------- | ---- | -------- |
| 1     | Dario Franchitti    | Team KOOL Green         | 4    | 1.13,792 |
| 2     | Paul Tracy          | Team KOOL Green         | 2    | 1.13,611 |
| 3     | Greg Moore          | Forsythe Racing         | 7    | 1.14,020 |
| 4     | Michael Andretti    | Newman/Haas Racing      | 8    | 1.14,039 |
| 5     | Jimmy Vasser        | Chip Ganassi Racing     | 12   | 1.14,355 |
| 6     | Tony Kanaan         | Forsythe Racing         | 6    | 1.13,958 |
| 7     | Hélio Castroneves   | Hogan Racing            | 18   | 1.15,095 |
| 8     | Scott Pruett        | Arciero-Wells Racing    | 17   | 1.15,059 |
| 9     | Bryan Herta         | Team Rahal              | 11   | 1.14,122 |
| 10    | Mark Blundell       | PacWest Racing          | 15   | 1.14,877 |
| 11    | Gualter Salles      | All American Racing     | 25   | 1.16,452 |
| 12    | Gonzalo Rodríguez   | Marlboro Team Penske    | 16   | 1.15,034 |
| 13    | Richie Hearn        | Della Penna Motorsports | 21   | 1.15,650 |
| 14    | Roberto Moreno      | Newman/Haas Racing      | 5    | 1.13,865 |
| 15    | Al Unser Jr.        | Marlboro Team Penske    | 20   | 1.15,495 |
| 16    | Naoki Hattori       | Walker Racing           | 26   | 1.17,005 |
| 17    | Juan Pablo Montoya  | Chip Ganassi Racing     | 1    | 1.13,585 |
| 18    | Jan Magnussen       | Patrick Racing          | 22   | 1.15,749 |
| 19    | Cristiano da Matta  | Arciero-Wells Racing    | 14   | 1.14,753 |
| 20    | Memo Gidley         | Payton/Coyne Racing     | 24   | 1.16,372 |
| 21    | Michel Jourdain Jr. | Payton/Coyne Racing     | 23   | 1.15,807 |
| 22    | Gil de Ferran       | Walker Racing           | 3    | 1.13,789 |
| 23    | Patrick Carpentier  | Forsythe Racing         | 9    | 1.14,090 |
| 24    | Maurício Gugelmin   | PacWest Racing          | 13   | 1.14,530 |
| 25    | Robby Gordon        | Team Gordon             | 19   | 1.15,101 |
| 26    | Max Papis           | Team Rahal              | 10   | 1.14,215 |